# Akito Macušima
Akito Macušima (japonsky: 松島 暁人, anglický přepis: Akito Matsushima; * 18. května 1982 Tokio) je bývalý reprezentant ve sportovním lezení, mistr Asie v boulderingu.

## Výkony a ocenění
- 2006: mistr Asie
- 2008: nominace na mezinárodní prestižní závody Rock Master v italském Arcu

### Závodní výsledky
| Arco Rock Master | Arco Rock Master |
| Rok              | 2008             |
| ---------------- | ---------------- |
| Bouldering       | 4                |

| Mistrovství světa | Mistrovství světa | Mistrovství světa | Mistrovství světa | Mistrovství světa | Mistrovství světa | Mistrovství světa | Mistrovství světa |
| Rok               | 2001              | 2003              | 2005              | 2007              | 2009              | 2011              | 2012              |
| ----------------- | ----------------- | ----------------- | ----------------- | ----------------- | ----------------- | ----------------- | ----------------- |
| Obtížnost         |                   |                   |                   |                   |                   |                   |                   |
| Bouldering        |                   |                   |                   |                   |                   |                   |                   |

| Světový pohár | Světový pohár |
| Rok           | 2007          |
| ------------- | ------------- |
| Obtížnost     | 36-37         |
| jednotlivě*   |               |
|               |               |
| Bouldering    | 4             |
| jednotlivě*   |               |
|               |               |
| Kombinace     | 8             |

| Mistrovství Asie | Mistrovství Asie | Mistrovství Asie |
| Rok              | 2006             | 2010             |
| ---------------- | ---------------- | ---------------- |
| Rychlost         | 3                | 4                |
| Bouldering       | 1                |                  |